# 白石善章
白石 善章（しらいし よしあき、1934年2月20日 - 2016年3月25日）は、日本の経営学者。流通科学大学名誉教授。

## 生涯
兵庫県神戸市出身。1974年神戸大学大学院経営学研究科修士課程修了。1977年神戸大学大学院商学研究科博士課程満期退学、1992年「流通過程における重層的競争の研究」で神戸大商学博士。福岡大学商学部助教授、西南学院大学教授、流通科学大学教授、流通科学大学副学長。2005年 流通科学大学 定年、流通科学大学名誉教授、熊本学園大学教授。
1991年～2004年 日仏経営学会 理事、1992年 - 2000年 日本商業学会 常任理事、1999年 - 2003年 日本商業教育学会 理事。1988年 日本商業学会賞 受賞。

## 著書
- 『流通構造と小売行動』千倉書房 1987
- 『新時代のマーケティング 21世紀へのマーケティング課題』黎明出版 1991
- 『マーケティング・ストラテジィ』（理論編）黎明出版 1999
- Dynamic Competition in Marketing Systems Chikurashobo、2001
- 『市場の制度的進化－流通の歴史的進化を中心として－』創成社 2014

### 共編著
- 『現代商業論 流通変革の理論と政策』合力栄共編 新評論 1986
- 『現代流通の解明』阿部真也,加藤義忠,岩永忠康氏共編 ミネルヴァ書房 1991
- 『マーケティング学説史－アメリカ編－』マーケティング史研究会編 同文館出版 1993
- 『日本のマーケティング－導入と展開－』マーケティング史研究会編 同文館出版 1995
- 『中小企業経営の構図』田中道雄,佐々木利廣共編著 税務経理協会 2002
- 『現代フランスの流通と社会 流通構造・都市・消費の背景分析』田中道雄,栗田真樹共編著 ミネルヴァ書房 Minerva現代経済学叢書 2003
- 『現代日本の流通と社会』田中道雄共編著 ミネルヴァ書房 Minerva現代経済学叢書 2004
- 『流通と経済 1つの学際研究』保坂直達共著 晃洋書房 2004
- 『文化としての流通』李為,田中道雄共著 同文舘出版 2007
- 『フランスの流通・都市・文化 グローバル化する流通事情』田中道雄,相原修,河野三郎共編著 佐々木保幸ほか著 中央経済社 2010
- 『地域ブランド論』田中道雄,濱田恵三共編著 同文舘出版 2012
- 『フランスの流通・政策・企業活動 流通変容の構図』田中道雄,相原修,三浦敏共編著 中央経済社 2015
- 『中小企業マーケティングの構図』田中道雄,南方建明,廣田章光共編著 同文舘出版 2016

### 翻訳
- ハベンガ『小売商業の競争理論』新城俊雄共訳 千倉書房 1980
- J.N.シェス『マーケティング理論への挑戦』荒川正也,佐藤善信,向山雅夫,吉田順一共訳 東洋経済新報社1991
- E.ケイナック『マーケティングと経済発展 先進国と発展途上国』阿部真也共訳 ミネルヴァ書房 1993

### 辞典
- 『ローベル仏和大辞典』（商業専門用語執筆） 小学館 1998
- 『現代商業・流通辞典』（20項目執筆） 中央経済社 1992
- 『最新商業辞典』鈴木安昭共編 同文館出版 1995

### 記念論文集
- 『流通科学と市場の対話 白石善章教授退任記念論文集』中内学園流通科学大学 2004

## 論文（単著）
- 「マーケティング論における制度主義と機能主義」『六甲台論集』 第21巻 第3号 1974年10月
- 「小売商業構造変動論について」『六甲台論集』 第23巻 第１号 1976年4月
- 「流通機能転移論」『六甲台論集』 第23巻 第4号 1977年1月
- 「フランス小売商業の変動についての一考察」『福岡大学商学論叢』 第23巻 第4号 1979年3月
- 「拮抗力理論の再検討」『福岡大学商学論叢』 第24巻 第1号 1979年8月
- 「小売商業における革新と競争過程」『福岡大学商学論叢』 第24巻 第2･3号 1979年11月
- 「九州における小売商業の特徴と発展の動向」『福岡大学商学論叢』 第25巻 第1号 1980年6月
- 「流通構造動態分析の視角」『マーケティング行動と流通構造』（日本商業学会 昭和56年度年報）所収 1982年1月
- 「小売商業形態展開の一試論」『マーケティング・ジャーナル』 第2巻 第3号 1982年8月
- 「現代フランスの小売商業政策」『現代日本の流通政策』岡村明達他編（大月書店）所収 1984年1月
- 「都市における商業問題」『福岡大学商学論叢』 第28巻 第4号 1984年3月
- 「商業論－商業本質論争と今後の課題を中心として－」『日本流通研究の展望』田村正紀・石原武政編（千倉書房）所収 1984年11月
- 「日本の経済発展と商業構造変化」『流通構造と流通政策』E.バッツァー・鈴木武編（東洋経済新報社）所収 1985年3月
- 「消費者の店舗忠誠について－文献レビューを中心として－」『昭和60年日本消費経済学会年報 第7集』1986年2月
- 「成熟社会と大型店の適応戦略」『西南学院大学商学論集』 第33巻第3号 1986年12月
- 「環境変化と公設小売市場(1)～(3)」『西南学院大学商学論集』 第35巻第1･3･5号 1988年6月
- 「流通の一般理論と市場概念」『流通科学大学論集－流通・経営編』 第3巻 第1号 1990年9月
- 「わが国の流通政策－オーバービュー」『マーケティング・ジャーナル』 第10巻 第1号 1990年12月
- 「流通競争政策」『現代の流通問題－政策と課題』鈴木武編（東洋経済新報社）所収 1991年6月
- 「The Public Retail Market in the Changing Distribution System of Japan」『流通科学大学論集－流通・経営編』 第4巻 第1号 1991年9月
- 「Der Strukturwandel im japanischen Einzelhandel」E.Batzer et al. eds.,Absatzwirtschaft in Japan und Deutschland, (Duncher&Humblot- Berlin/Munchen)所収 1992年6月
- 「市場過程分析－取引・交渉を視座として－」『流通科学大学論集－流通・経営編』 第5巻 第1号 1992年10月
- 「日本における小売業の構造変化」『現代流通の構造・競争・政策』E.バッツァー・鈴木武他編（東洋経済新報社）所収 1992年10月
- 「日本的経済発展与流通構造」『外国経済与管理 №167』（上海財経大学）1992年11月
- 「流通における競争概念と流通政策」『流通科学大学論集－流通・経済編』 第5巻 第2号 1993年3月
- 「フランス小売商業政策の展開と課題」『市場史研究』 第12号 1993年6月
- 「新しい業態展開と競争の新次元」『企業経営』 №43 7月号 1993年7月
- 「マーケティング理論としての市場過程分析」『マーケティング研究の地平』田村正紀・石原武政・石井淳蔵編（千倉書房）所収 1993年12月
- 「市場過程における重層的競争」『長崎県立大学論集』 第27巻第2･3号 1994年2月
- 「フランスにおける『マルシェ』について」『日仏経営学会誌』 第11号 1994年5月
- 「まちづくりと商店街の活性化戦略」『企業経営』 №53 1月号 1996年1月
- 「フランスにおける中小企業」『中小企業季報』 1995年 №4 1996年1月
- 「Dynamic Competition in Vertical Marketing Systems」『流通科学大学論集－流通・経営編』 第9巻 第2号 1997年3月
- 「比較流通論序説」『長崎県立大学論集』 第30巻 第3号 1997年3月
- 「フランスにおける流通環境と商慣行」『日仏経営学会誌』 第14号 1997年5月
- 「フランスにおける小売商業政策と商業施設」『流通とシステム』 第94号 1997年冬号 流通システム開発センター 1998年1月
- 「中小企業と市場システム－競争と振興策の接点を求めて－」日本中小企業学会編『大転換する市場と中小企業』（同文館）所収 1998年4月
- 「中小小売商と市場システム－商店街活性化のカギは組織的結びつきの強さ－」『中小公庫マンスリー』（中小企業金融公庫）5月号 1998年5月
- 「市場認識と流通思想」『流通科学大学 10周年記念論文集』（流通科学大学）所収 1999年3月
- 「商人の登場しない経済学」『中内功喜寿記念論文集』（流通科学大学）所収 1999年7月
- 「流通原理の新次元－財の流通調整の原理について－」『片岡一郎先生学長 退任記念論文集』（流通科学大学）所収 1999年12月
- 「世界の中小企業政策－フランスの中小企業政策－」『現代日本の中小商工業－国際比較と政策編』中小商工業研究所編 （新日本出版社）所収 2000年4月
- 「商業機能の変化と展望」『ひょうご経済』№69 2001年1月
- 「比較流通論の方向性について」『熊本学園商学論集』第13巻 第1号 2006年9月
- 「流通制度としての近代的業態の意義－フランス百貨店の生成に見る文化性と現代流通」『熊本学園商学論集』第13巻 第2号 2006年12月
- 「流通についての社会的認識の歴史的展開」『熊本学園商学論集』第13巻 第3号 2007年4月
- 「商業の精神の生成とその現代的意義」『熊本学園商学論集』第14巻 第2・3号 2008年
- <白石善章

## 論文（共著）
- 荒川祐吉,白石善章「流通学説再検討－『小売商業形態展開の理論』」『季刊 消費と流通 創刊 第1号』1997年10月
- 白石善章,鳥羽達郎「小売技術の海外移転に関する一考察（2）－比較流通論の分析視角より－」『流通科学大学論集－流通・経営編』第14巻 第3号 2002年3月
- 白石善章,鳥羽達郎「業態の伝播と土着化のメカニズム－高島屋のケースを通じて－」『流通科学大学論集－流通・経営編』第15巻 第3号 2003年3月
- 白石善章,鳥羽達郎「小売企業の総合型業態による海外戦略－ウォルマートの海外展開を通じて－」『流通科学大学論集－流通・経営編』第16巻 第1号 2003年7月
- 白石善章,鳥羽達郎「日本市場におけるウォルマートの初期展開－参入後の経緯と今後の展望」『流通科学大学論集－流通・経営編』第16巻 第3号 2004年3月
- 白石善章,許英傑,黄慧玲「小売企業のグローバル化と中国市場参入－セブン・イレブンの事例研究」『流通科学大学論集－流通・経営編』第17巻 第2号 2004年11月
- 白石善章,鳥羽達郎「小売企業の海外参入モードに関する一考察－国際フランチャイジングを中心として」『熊本学園商学論集』第12巻 第2・3号 2006年4月
- 白石善章,出家健治「調査研究シリーズ(80) 台北市内の小売流通事情」『海外事情研究』第36巻 第2号 熊本学園大学付属海外事情研究所 2009年2月

## 書評
- 「『多国籍マーケティング行動論』萩野典宏著（千倉書房刊）」『世界経済評論』 11月号 1977年11月
- 「『流通形態論』新城俊雄著（あき書房刊）」『琉球新聞』1995年11月10日
- 「『経営戦略とリスクマネジメント』亀井克之著（法律文化社刊）」『日仏経営学会』 第17号 2000年5月
- 「『現代製品戦略論』米谷雅之著（千倉書房刊）」『山口経済学雑誌』 第49巻 第5号 2001年9月
- 「『アメリカ巨大食品小売業の発展』中野安著（御茶の水書房刊）」『地域と社会』第10号 大阪商業大学 2007年9月

## その他執筆（単著）
- 「商店街の環境変化への対応策-問題意識の共有化を-」『西日本新聞』1981年5月20日
- 「廃棄物の流通問題」『The 九州』（九州流通システム協会機関紙）1992年3月
- 「都市づくりには個性を！」『The 九州』（九州流通システム協会機関紙）1992年7月
- 「商業と都市の個性－神戸ハーバーランドに見る個性づくり－」『Communication Vol.111』1992年8月
- 「街づくり 私の視点」『日経流通新聞』（10回連載）1993年2月2日～3月4日
- 「アジアの拠点・福岡市－求められるノブレス・オブリージュ」『The 九州』（九州流通システム協会機関紙）1993年8月
- 「商店街リストラクチャリングの視点」『兵庫県商工連会報』第435号 1993年11月
- 「街に人のぬくもりを」『The 九州』（九州流通システム協会機関紙）1993年12月
- 「企業家精神ルネッサンスの時代」『The 九州』（九州流通システム協会機関紙）1994年11月
- 「フランスの商業統計－その概念と比較上の留意点および統計」『流通科学研究所ワーキングペーパー№４』1995年3月
- 「中国の流通業」『チェーンストア・エイジ １月号』1997年1月
- 「流通価値の時代」『日本工業新聞』（29回連載）1997年5月30日～12月19日
- 「日中の流通比較」『調査と研究』（長崎県立大学 国際文化経済研究所）第29巻第１号 1998年3月
- 「混迷の時代は原点に戻れ」『General Merchandiser 10月号』 1998年10月
- 「低迷を続ける消費と上昇する公的負担」『General Merchandiser 2月号』 1999年2月
- 「環境の動向を取り入れるためには『発想の転換』を！」『General Merchandiser 6月号』 1999年6月
- 「今こそ企業家精神の高揚を！」『General Merchandiser 10月号』 1999年10月
- 「コンビニエンス・ストアの行く末を考えよう」『General Merchandiser 2月号』2000年2月